# هوگو لوپز (بازیکن فوتبال)
هوگو لوپز (انگلیسی: Hugo López؛ زادهٔ ۱۵ مهٔ ۱۹۸۸) بازیکن فوتبال اهل اسپانیا است.
از باشگاه‌هایی که در آن بازی کرده‌است می‌توان به باشگاه فوتبال آپولون لیماسول، باشگاه فوتبال انوسیس نئون پارالیمنی، باشگاه فوتبال اسپورتینگ خیخون، و باشگاه فوتبال هاپوئل کفار سابا اشاره کرد.